# Porta Trigemina
Die Porta Trigemina war ein antikes Stadttor der Servianischen Mauer in Rom. Sie stammte ursprünglich aus dem 5. Jahrhundert v. Chr., wurde aber wie die gesamte Stadtmauer im 4. Jahrhundert v. Chr. erneuert.
Die porta Trigemina lag zwischen dem Westabhang des Aventin und dem Tiber, ihre genaue Lokalisierung ist jedoch nicht gesichert, obwohl sie vermutlich noch im 15. Jahrhundert stand. Sie wird in antiken Schriftquellen häufig genannt. Ihre Lage wird von einigen unter der Kirche Santa Sabina vermutet. Andere verbinden sie mit dem Fund eines 3,30 Meter breiten Bogens aus Tuff, der 40 Meter südlich der Kirche Santa Maria in Cosmedin ausgegraben wurde.
Das Tor befand sich in einem der bevölkerungsreichsten Viertel des republikanischen Rom in der Nähe des Forum Boarium, zwischen dem vor dem Ausbau Ostias unter Claudius wichtigsten Hafen, den Salzlagern und den Schiffswerften. Die porta Trigemina verband die Stadt mit der Via Ostiensis. Berüchtigt waren die Ansammlungen von Bettlern vor dem Tor. Bei dem Tor stand eine Statue des Lucius Minucius, was zu der Vermutung führte, die porta Trigemina wäre mit der porta Minucia gleichzusetzen. 
Dass der Name des Tores von drei nebeneinander befindlichen bogenförmigen Öffnungen der Toranlage stammt, kann einigermaßen ausgeschlossen werden, da derlei Konstruktionen vor der Zeit Sullas nicht nachzuweisen sind. Alternativ vermutet man, dass die in augusteischer Zeit erneuerte Anlage aus drei hintereinander gestaffelten Toren bestand.
Die porta Trigemina war Schauplatz heftigster Kämpfe am Ende der Gracchenzeit, als das konsularische Heer die Anhänger der Gracchen unter anderem in das Tor zwangen und niedermachten.